# F-Droid
F-Droid je softwarový repozitář (nebo „app store“) pro operační systém Android, stejně jako Google Play. Hlavní repozitář, poskytovaný vývojáři, obsahuje jen svobodný software. Aplikace mohou být prohledávány a instalovány na webu F-Droidu nebo pomocí klientské aplikace bez nutnosti registrace. „Anti-vlastnosti“ jako reklamy, sledování uživatelů, nebo závislost na nesvobodném softwaru jsou označeny v popisu aplikací. Webové stránky nabízejí také zdrojový kód aplikací které hostí i softwaru který pohání server, což umožňuje komukoliv vytvořit si vlastní repozitář.

## Historie
F-Droid byl založen Ciaran Gultnieksem v roce 2010. Klient byl odvozen ze zdrojového kódu Aptoide. Projekt nyní zpravuje anglická nezisková organizace F-Droid Limited.
Replicant, zcela svobodná verze operačního systému Android, používá F-Droid jako svůj základní doporučený repozitář aplikací. The Guardian Project, sada svobodných a bezpečných aplikací pro Android, rozběhla vlastní repozitář pro F-Droid na začátku roku 2012. V roce 2012 Free Software Foundation Europe uvedlo F-Droid ve své kampani Free Your Android! na zvýšení povědomí o ochraně osobních údajů a bezpečnostních rizicích spojených s proprietary software. F-Droid byl vybrán GNU Projectem během jeho 30. výročí jako část iniciativy GNU a Day která měl podpořit větší využití svobodného softwaru.
V březnu 2016 F-Droid začal spolupracovat s The Guardian Project a CopperheadOS s cílem vytvořit „řešení, které může být ověřitelně důvěryhodné od operačního systému, přes síťové služby a síť, až po obchodů s aplikacemi a aplikace sami“.
F-Droid distribuoval funkční verzi aplikace NextCloud, protože Google ve svém Obchodu Play omezoval její oprávnění ohledně synchronizace jiných souborů, než multimediálních.

## Rozsah projektu
Databáze F-Droid obsahuje rostoucí počet více než 2300 aplikací, ve srovnání s více než 1,43 milionu na Google Play. Projekt zahrnuje několik softwarových podprojektů:
- Klient pro vyhledávání, stahování, ověřování a aktualizaci aplikací pro Android z F-Droidu.
- fdroidserver – nástroj pro správu stávajících a vytváření nových repozitářů.
- Na WordPressu založený web front end k repozitáři.

F-Droid kompiluje aplikace z veřejně dostupných a svobodně licencovaných zdrojových kódů. Projekt je realizován výhradně dobrovolníky a nemá žádný formální proces kontroly aplikací. Nové aplikace jsou přidávány na základě příspěvků od uživatelů nebo samotných vývojářů. Jediným požadavkem je aby aplikace byly výhradně bez proprietárního software.

## Klient

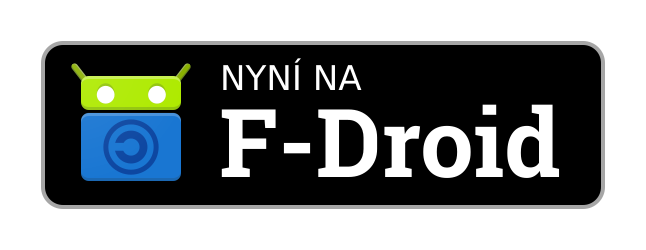
Logo Nyní na F-Droid

Pro nainstalování klienta F-Droid musí uživatel povolit instalaci z „neznámých zdrojů“ v nastavení Androidu a získat APK (instalační soubor) z oficiálních stránek. Klienta nelze nainstalovat skrze Google Play store kvůli konkurenční doložce v Google Play Developer Distribution Agreement.
Klient byl navržen tak, aby byl odolný proti sledování, cenzuře a nedůvěryhodnému připojení k Internetu. K podpoře anonymity podporuje HTTP proxy a repozitáře hostované na Tor hidden services. Klientská zařízení mohou sloužit jako improvizované „app story“ a distribuovat stažené aplikace přes místní Wi-Fi, Bluetooth, nebo Android Beam. Klient F-Droid automaticky nabízí aktualizace aplikací přes něj nainstalovaných.
Hlavní repozitář F-Droid používá k podepisování aplikací svůj vlastní klíč, takže aplikace nainstalované z jiných zdrojů musejí být nejdříve přeinstalovány.

## Kritika
F-Droid byl kritizován pro distribuci zastaralých verzí oficiálních aplikací a za svůj přístup k podepisování aplikací.

### Zastaralé verze
V roce 2012 bezpečnostní výzkumník a vývojář Moxie Marlinspike kritizoval F-Droid za distribuci zastaralé verze TextSecure, která obsahovala známou chybu opravenou v oficiální verzi na Google Play. F-Droid aplikaci na základě žádosti Marlinspikse odstranil. Marlinspike, poté co obdržel e-mail od uživatelů, kteří byli uvedeni v omyl oznámením F-Droidu, kritizoval způsob, jakým projekt k problému přistoupil, prohlásil, že projekt „nesprávně popsal rozsah chyby“ a byl „neuvěřitelně nezralý“ ve své zprávě oznamující odstranění aplikace.

### Správa klíčů
Marlinspike byl k F-Droidu kritický také kvůli přístupu k podepisování aplikací v hlavním repozitáři. Aplikace distribuované skrze Google Play jsou podepsané vývojáři aplikace a Android kontroluje, zda jsou aplikace při aktualizaci podepsány stejným klíčem, což zabraňuje ostatním šířit aktualizace, které vývojář nepodepsal. F-Droid rozvrací tento model zabezpečení tím, že sestavuje a podepisuje balíčky sám, což znamená, že správce nebo někdo jiný s přístupem k F-Droidu může být nucen, aby vydal škodlivé aktualizace pro libovolnou aplikaci.